# Ан-25
Ан-25 — проект самолёта для борьбы с аэростатами.

## История
В проекте Ан-25 представлял собой свободнонесущий моноплан цельнометаллической конструкции со среднерасположенным прямоугольным крылом больших размаха и удлинения. На самолёте установлен один ТРД (турбореактивный двигатель) Д-20П с взлётной тягой 5800 кгс и двумя воздухозаборниками в крыле в месте стыка с фюзеляжем. Имеет гермокабину для лётчика и стрелка-наблюдателя, находящегося в остеклённой передней части самолёта.
На самолёте установлено оборудование (в обтекателе на киле), предназначенное для обнаружения, сопровождения автоматических дрейфующих аэростатов на высотах до 40 000 метров. Для уничтожения аэростатов на высотах до 22 000 метров на верхней поверхности фюзеляжа за кабиной лётчика расположена стрелковая установка с углом обстрела в вертикальной плоскости от 0 до 100°. В 1958 был выполнен эскизный проект.

## Технические характеристики
Расчётные данные:
- взлётная масса — 7200 килограмм;
- крейсерская скорость на высоте 20 километров — 540 км/ч;
- продолжительность патрулирования — 2,5 часа.